# キーラン・リー
キーラン・リー（Kieran Lee、1988年6月22日 - ）は、イングランド・スタリーブリッジ出身の元プロサッカー選手。現役時代のポジションはMF。

## 経歴
2004年7月、マンチェスター・ユナイテッドFCのアカデミーに入団。2006年、最初のプロ契約を結んだ。2006–07シーズンはリザーブチームでキャプテンを務めた。2006年10月のフットボールリーグカップ3回戦・クルー・アレクサンドラFC戦でトップチームデビュー。2007年5月9日のチェルシーFC戦でプレミアリーグ初出場。
2008年1月2日、クイーンズ・パーク・レンジャーズFCにレンタル移籍。
2008年7月1日、オールダム・アスレティックAFCにフリーで加入。
2012年5月28日、シェフィールド・ウェンズデイFCと3年契約を結んだ.。
2021年1月8日、ボルトン・ワンダラーズFCと1年半契約を結んだ。

## 所属クラブ
ユース
- マンチェスター・ユナイテッドFC 2004-2006

プロ
- マンチェスター・ユナイテッドFC 2006-2008

→ クイーンズ・パーク・レンジャーズFC 2008 (loan)
- オールダム・アスレティックAFC 2008-2012
- シェフィールド・ウェンズデイFC 2012-2020
- ボルトン・ワンダラーズFC 2021-2023